# Ядранка Стоякович
Ядранка Стоякович (24 липня 1950 — 3 травня 2016) — югославська співачка і композитор. Її найвідоміші хіти «Sve smo mogli mi», «Što te nema» і «Bistre vode Bosnom teku».

## Біографія
Ядранка Стоякович народилася в Сараєво в родині шкільних учителів. Ранні роки вона провела в невеликому селі недалеко від міста Новий Град, де викладали її батьки. Незабаром вони розлучилися, і Ядранка переїхала з матір'ю в Сараєво. Пізніше вони переїжджали в Дубровник, Градац, Вареш, де її мати працювала вчителькою початкової школи. Потім вони жили в різних селах під Сараєвом, де Стоякович провела значну частину свого дитинства.
У віці 16 років Стоякович приєдналася до джазової групи свого дядька Вукашина Радуловича і гастролювала з нею як у себе на батьківщині, так і за кордоном (в основному в Німеччині). У 1981 році виконала бек-вокал з Ісметою Дервоз для виконавця Vajta, який представляв Югославію на конкурсі «Євробачення» 1981 року в Ірландії. На Зимових Олімпійських іграх 1984 року, що проходили в її рідному Сараєво, вона виконала офіційну пісню ігор.
Вона жила в Японії з 1988 до 2011 року. У 2009 році на сцені з нею стався нещасний випадок — вона впала, спіткнувшись об кабель під час концерту. Їй був поставлений діагноз аміотрофічний латеральний склероз (АЛС), також хвороба рухового нейрона. Після невеликого періоду реабілітації після травми Стоякович повернулася в Боснію. Незважаючи на хворобу, вона продовжила писати музику.
Після повернення з Японії в 2011 році Стоякович виступила з кількома раніше запланованими концертами. Жила в Баня-Луці, працювала редактором музичних передач радіо і телебачення Республіки Сербської. Останні роки провела в будинку престарілих в Баня-Луці, де її стан здоров'я постійно погіршувався. Померла 3 травня 2016 року і похована 9 травня в Врбанє, передмісті Баня-Луки.

## Дискографія

### Альбоми
1. Svitanje (Dawn), LP 8018, Diskoton Sarajevo, 1981.
2. Da odmoriš malo dušu (Rest Your Soul a Little), LP 8052, Diskoton, Sarajevo, 1982,
3. Sve te više volim (I love you more and more), LP 3149, Sarajevo disk, Sarajevo, 1985.
4. Vjerujem (I believe) LP 2122677, PGP RTB Belgrade, 1987
5. Baby Universe, Omagatoki Records, 1996[9]